# Tafonomia

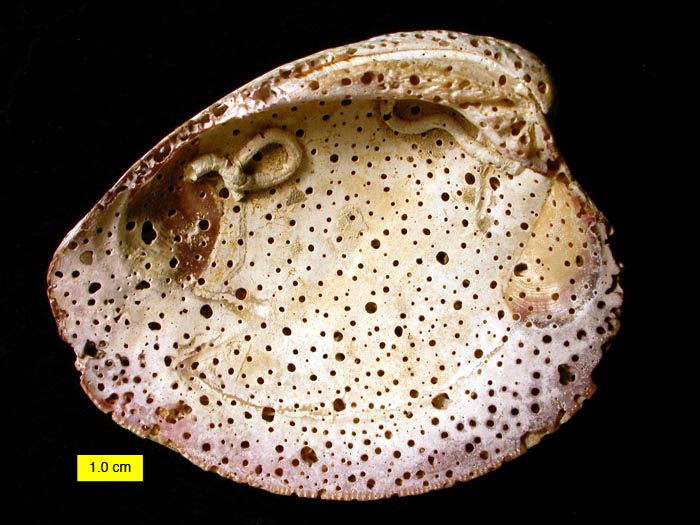
Conchas sofrem bioerosão por esponjas e incrustação por vermes. Exemplo da Carolina do Norte.

Tafonomia é o estudo dos processos de preservação de restos e vestígios biológicos e como informações são afetadas no registro fóssil. Ou seja, procura entender a maneira pela qual a decomposição e a desintegração de tecidos afetam a fossilização.
O termo tafonomia derivou do Grego (τάφος, taphos - significa enterro; νόμος, nomos - significa lei) e foi introduzido à paleontologia em 1940 pelo cientista russo Ivan Efremov para descrever o estudo da transição de restos, peças ou produtos de organismos, na biosfera para a litosfera, criando assembléias de fósseis.

## Descrição

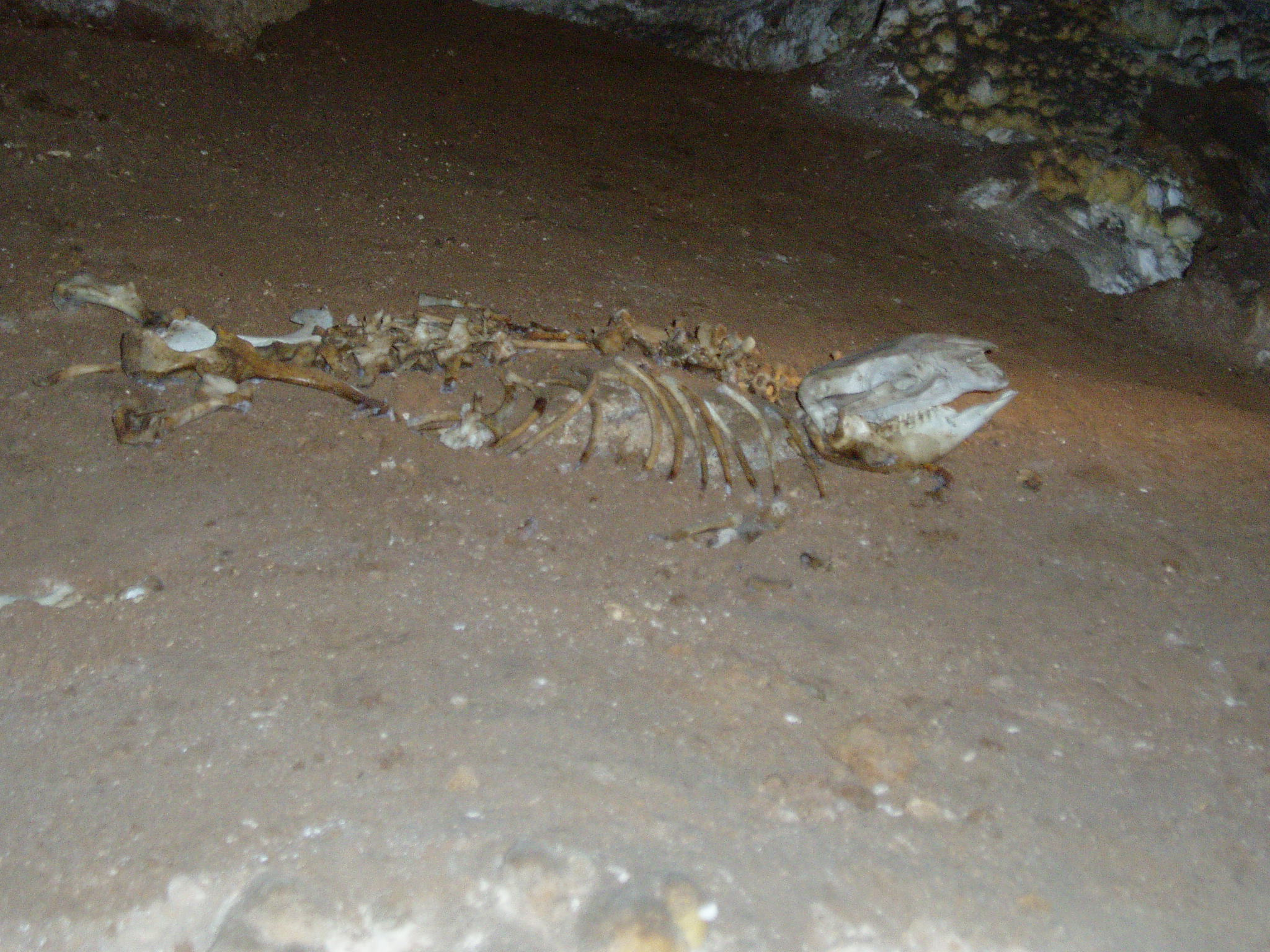
Um esqueleto articulado em Imperial-Diamong na caverna (Jenolan Caves)

Tafônomos estudam fenômenos como bioestratinomia, decomposição, diagênese e bioerosão - predação, incrustação - em vestígios e restos biológicos.
O objetivo por trás da tafonomia é entender melhor os conceitos presentes no registro fóssil. Fósseis são localizados nas rochas sedimentares, mas os paleontólogos não podem tirar conclusões mais precisas sobre a vida e ecologia dos organismos fossilizados sem conhecer os processos envolvidos na sua fossilização. Por exemplo, se um conjunto de fósseis contém mais de um tipo de fóssil do que outro, pode-se inferir que esse organismo estava presente em maior número ou que os seus restos foram mais resistente à decomposição.
Durante o século XX, os dados tafonômicos começaram a ser aplicados em outros subcampos paleontológicos como paleobiologia, paleoceanografia, icnologia (o estudo dos vestígios fósseis) e bioestratigrafia. Ao compreender as implicações oceanográficas e etológicas dos padrões tafonômicos observados, os paleontólogos têm fornecido interpretações novas e correlações que teriam permanecido obscuro no registro fóssil.
Arqueólogos estudam processos tafonômicos, a fim de determinar como plantas e animais (incluindo humanos) se acumulam e preservam diferentemente dentro de sítios arqueológicos. Isto é fundamental para determinar se esses restos estão associados à atividade humana. Além disso, os processos tafonômicos podem alterar restos biológicos depois de serem depositados nos sítios. Algumas características se preservam melhor do que os outras ao longo do tempo.
Tafonomia forense está preocupada com o estudo da decomposição de restos humanos, em particular nas sepulturas.
Testes experimentais de tafonomia geralmente consiste em expor os restos de organismos a vários processos que os alteram e em seguida examinar os efeitos da exposição.

## Áreas de pesquisa
A Tafonomia teve um aumento de interesse desde 1980, com a pesquisas focadas em determinadas áreas.
- Micro-organismos, biogeoquímicos e em maior escala sobre a preservação de diferentes tipos de tecidos, em particular na preservação excepcional em Konzervat-lagerstatten. Dentro deste campo estão os agentes biológicos contra os físicos na destruição de restos mortais de todos os grandes grupos taxonômicos (plantas, invertebrados, vertebrados).
- Processos de concentração de restos biológicos, especialmente o grau em que diferentes tipos de assembleias refletem a composição de espécies e abundância de fauna e flora.
- A resolução espaço-temporal com fidelidade ecológica de assembleias de espécies, em particular o papel relativo do transporte fora do habitat.
- Os contornos de megabiases no registro fóssil, incluindo a evolução das bauplans e capacidades comportamentais, em larga escala as mudanças no clima, tectônica e geoquímica de sistemas terrestres.

## Preservação de biopolímeros

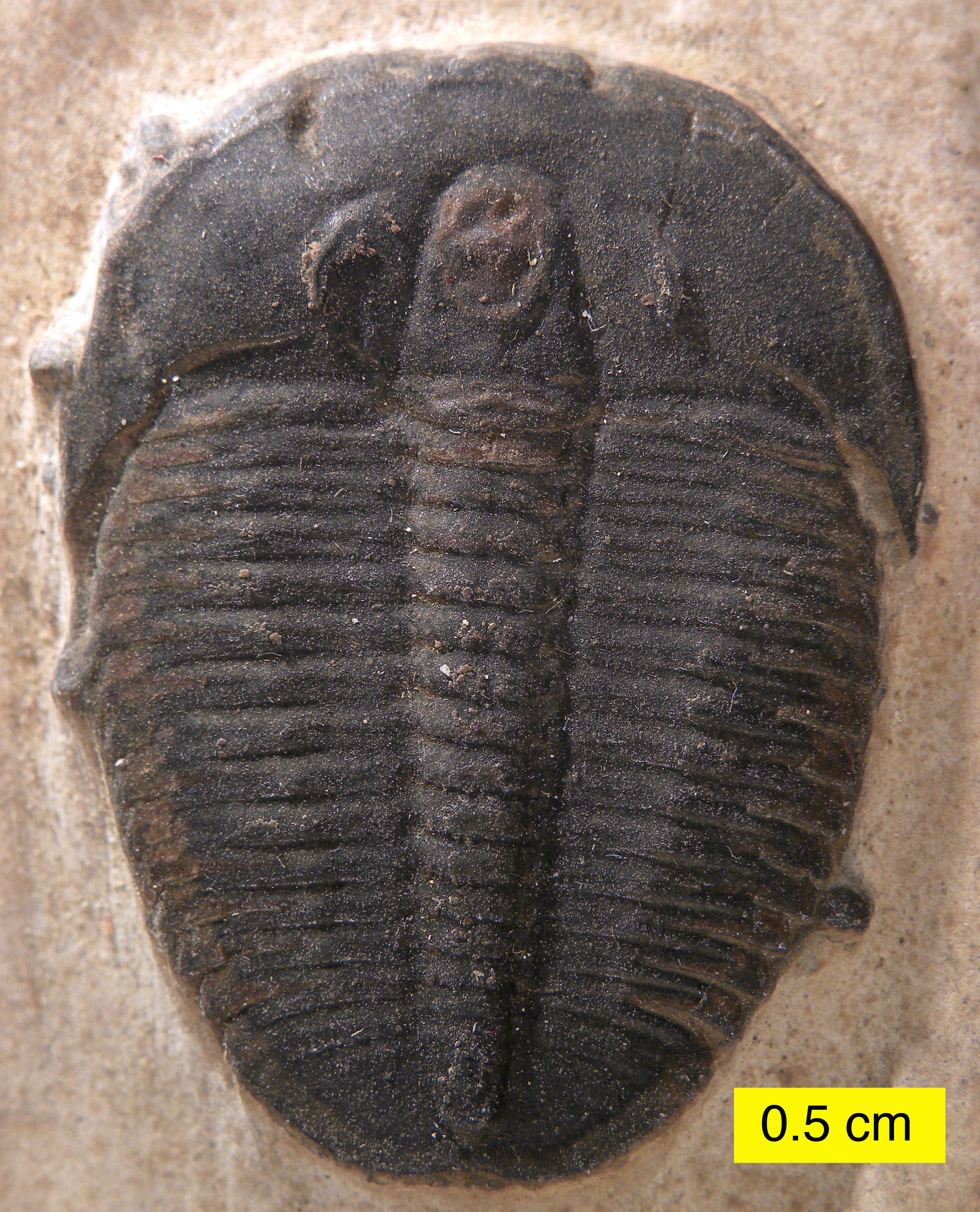
Embora exoesqueletos de quitina de artrópodes estejam sujeitos a decomposição, muitas vezes mantem a forma por Permineralização, especialmente se já estejam um pouco mineralizados.

Os processos envolvidos na tafonomia de substâncias relativamente inertes, tais como calcita (como ossos) são relativamente óbvios, como partes do corpo  são estáveis e mudam pouco ao longo do tempo. No entanto, a preservação de "tecidos moles" é mais interessante, uma vez que requer condições mais peculiares. Normalmente somente o material biomineralizado sobrevive na fossilização, a preservação do tecido mole não é tão raro como às vezes se pensa.
Embora o exoesqueleto de quitina de artrópodes estejam sujeitos à decomposição, muitas vezes mantem a forma durante a Permineralização, especialmente se eles já estão um pouco mineralizados.
Tanto o DNA e as proteínas são instáveis e raramente sobrevivem mais do que centenas de milhares de anos antes de se degradar. Polissacarídeos também têm baixo potencial de preservação, a menos que eles sejam altamente reticulados. Esta interligação é mais comum em tecidos estruturais e os torna resistentes à degradação química. Tais tecidos resistentes a produtos químicos incluem a madeira (lenhina), esporos e pólen (esporopolenina), as cutículas de plantas (cutan) e animais, as paredes celulares das algas (algaenan)  e potencialmente a camada de polissacarídeos de alguns líquenes. Esta interligação faz com estes produtos químicos sejam  menos propensos à degradação química, e também seja uma fonte de energia pobre e menos provável de ser digerida por organismos de limpeza. Depois de serem submetidas a calor e pressão, estas moléculas de ligação orgânicas cruzadas,  tipicamente, cozinham e tornam-se querogênio ou curtas de moléculas de carbono alifáticos / aromáticos (menos de 17 átomos de Carbono). Outros fatores que provavelmente afetam a preservação, é a exclerose que torna as mandíbulas de poliquetas mais facilmente preservados do que a cutícula do corpo quimicamente equivalente, mas que não esclerotisam.
Pensou-se que os tecidos macios foram apenas preservados no Folhelho Burgess, mas houve um aumento do número de organismos que estão sendo descobertos, tal como a provável Cordado Pikaia e os Odontogriphus.
É uma concepção errada que as condições anaeróbicas são necessárias para a preservação do tecido mole. Na verdade o decaimento é mediada por bactérias redutoras de sulfato, que pode apenas sobreviver em condições anaeróbicas. A anóxia reduzir a probabilidade de ação do detritívoro no organismo morto, que sem dúvida, é uma das principais causas da destruição dos tecidos moles.
Cutícula da planta é mais propenso a preservação se possuir cutan, em vez de cutin.
Plantas e algas produzem os compostos mais preservados, que são listados de acordo com o seu potencial de preservação por Tegellaar.

## Tafonomia dos Vertebrados
- Já se pensou que a desintegração é causada pela energia do ambiente, como águas mais tempestuosos deixando carcaças menos articuladas. No entanto, a força dominante na verdade parece ser a predação e os catadores e decompositores que quebram as carcaças fresca antes de serem enterradas.
- A erosão tende a destruir facilmente fosseis menores do que os maiores.
- Os sedimentos cobrem mais rápido os animais menores do que os maiores. Por isso, é mais fácil encontrar animais menores articulados do que os maiores.

## Tafonomia de Invertebrados
- Processos Bioestratinômicos: Desarticulação, transporte e fragmentação em invertebrados

Após os Processos Necrológicos, que incluem a morte e a decomposição dos organismos, ocorrem os Processos Bioestratinômicos que agem sobretudo nas partes duras dos indivíduos. Os principais tipos de Processos Bioestratinômicos são: o transporte e reorientação; a desarticulação, que consiste na separação dos restos esqueletais; a fragmentação, que é a quebra das partes do esqueleto; a corrosão; e o intemperismo, quando os ossos estão expostos na superfície do solo. Geralmente esses processos ocorrem seguindo essa sequência.
A desarticulação das parte de um esqueleto em invertebrados, depende muitas vezes de alguns fatores, como o tipo de esqueleto que podem ser Maciço, Arborescente, Univálvios, Biválvios ou Multielemento, que são classificados de acordo com os táxons. Além disso, a energia do meio e taxas de sedimentação também são fatores dos quais a desarticulação depende, um exemplo disso, é que a desarticulação diminui no ambiente marinho quando a energia do meio está baixa. Geralmente esse Processo Bioestratinômico é o resultado de processos físicos, sobretudo o transporte e reorientação, mas também pode ocorrer por processos biológicos.
O transporte de carapaças de invertebrados marinhos também depende de alguns aspectos importantes como o tamanho, forma e densidade do ossamento do animal, e da energia do agente transportador, por exemplo o transporte de conchas está agregado a acontecimentos de alta energia, como as tempestades. 
A fragmentação pode ser de origem física, química ou biológica. Os principais atuantes na fragmentação de carapaças de organismos marinhos são as ondas e correntes quando agem sobre substratos duros, no entanto se as correntes estiverem em condições turbulentas conchas pequenas e finas podem acabar não sendo fragmentadas, pois estas são transportadas boiando acima do substrato, enquanto que conchas maiores e pesadas apresentam chances de fragmentação, pois estas são transportadas juntamente com o substrato recebendo maior atrito com o fundo e com outros fragmentos de matéria orgânica.
- Aplicações de diversos ramos de estudos na tafonomia de invertebrados

As presentes pesquisas tafonômicas acerca de invertebrados fósseis tem apresentado avanços com relação aos estudos na obtenção das possíveis localidades de achados pela ocorrência dos processos até a fossilização e exposição na superfície terrestre. Com o auxílio de outras áreas como a icnologia no apanhamento de dados que são coletados em campo, em conjunto também com as contribuições de suma importância da sedimentologia que por sua vez, aumenta as condições de compreender a formação dos registros os quais estão compactados nos sedimentos, postulados mediante as perspectivas paleoambientais, paleobiológicas e geológicas.
Ademais, processos derivados da morte e fatores químicos e físicos que influenciam a tornar-se fóssil, assim como aspectos geológicos que apresentam testemunhos nos sedimentos, resultando em litificação, são subáreas concernentes de extrema relevância para a tafonomia e em específico, nos abundantes achados de invertebrados. Etapas são necessárias para serem efetuados o desenvolvimento de fossilização, desde do nascimento com a paleoecologia, com a morte (tanatologia), transporte (necrologia), soterramento (sedimentologia), até soerguimento com a tectônica.
Outrossim, são as fácies que apresentam características físicas, químicas e biológicas presentes nas rochas as quais é possível distingui-las das demais, sendo o processo de sedimento o fator de armazenamento. As descrições tafonômicas e estratigráficas são responsáveis por analisarem os tafofáceis, que são um grupo de indivíduos ou um agrupamento imerso em depósitos. Como as impressões tafonômicas diferentes dos invertebrados em uma dada área de sedimentos. Sendo assim, a tafonomia se destaca por apresentar caráter interdisciplinar e se aplica, por exemplo, ao gás natural que tem sido atualmente, fundamental e primordial na paleontologia como uma rica alternativa para explicar os estudos dos prováveis lugares em que se encontram os invertebrados. 
- Preservação Tafonômica dos Invertebrados

Apesar da grande diversidade de invertebrados que existe no mundo, encontrar um fóssil desse animais é algo pouco provável, pois para se tornar um fóssil é necessário passar por vários processos naturais em condições adequadas e em muitos casos apenas algumas partes do corpo que são mais resistentes do animal ficam preservadas, por isso conchas e carapaças são as mais encontradas entre os invertebrados. Além disso, a falta de um esqueleto mineral comum aos vertebrados dificulta a preservação de fósseis de invertebrados. A rápida decomposição dos tecidos moles dos invertebrados dificulta a fossilização. No entanto, em alguns depósitos fósseis excepcionais, como os depósitos de âmbar, é possível encontrar invertebrados totalmente preservados, fornecendo informações valiosas sobre a evolução deste grupo ao longo do tempo geológico.
- Achados Brasileiros da Tafonomia de Invertebrados

Existem afloramentos espalhados por diversos lugares do mundo, inclusive no Brasil. Neste afloramentos são possíveis em distintas ocasiões encontrar fósseis de diferentes animais e vegetações. Dando foco aos animais invertebrados temos os seguintes exemplos: 
1. Afloramento Ponto 2 - Localiza-se entre os municípios de Arapoti e Jaguariaíva, no Paraná. Houve registro de 24 espécies que encontraram-se dispersas, com indivíduos inteiros e fragmentados. Também foi possível observar uma diversidade faunística baixa.
2. Afloramento Rio Guaricanga- Localiza-se em Ventania - Piraí do Sul, esta do Paraná. Nas amostras analisadas foi possível encontrar 101 espécies dentre elas Braquiópodes, Moluscos e Artrópodes. A maioria dos fósseis foram encontrados em posição de vida e em perfeito estado, sem indícios de fragmentação o que pode sugerir que o transporte durante a fossilização originou-se da ação de ondas de tempestades abaixo do nível normal. A presença de Trilobitas em posição de estresse, pode indiciar uma situação de alteração do ambiente, tendo em vista que esse comportamento é usado pelo animal como uma forma de proteção. Por fim, os sedimentos grossos que foram depositados indicam um evento de alta energia com um soterramento abrupto. [16]
3. Grupo Santana- As amostras analisadas que aqui serão citadas foram encontradas no município de Moreilândia, estado do Pernambuco, na borda sul da bacia do Araripe. Nesta região foi possível observar que ocorreu um evento catastrófico que causou a mortandade em massa de diversas espécies de moluscos de diferentes tamanhos e idades, principalmente bivalves e gastrópodes, isto pode ser comprovado devido ao alto número de conchas quebradas encontradas. A presença de bivalves em posição de vida sugere que a sedimentação foi rápida, além de análises estimarem que o ambiente em questão era de águas rasas. [17]

Dessa forma, podemos vislumbrar a importância da tafonomia para recriar e entender o passado no qual determinado fóssil estava inserido e assim conseguir estimar qual evento causou sua morte.

## Para saber mais
- Temas de Paleontologia.
- Temas de Tafonomía.
- Plant Taphonomy and Taphonomy Links
- International Plant Taphonomy Meeting
- Tafonomía[ligação inativa]
- Tafonomia Atualística